# N-Metilarginina
N-Metilarginina é um inibidor da óxido nítrico sintase. Quimicamente, é um derivado metil do aminoácido arginina. É usado como uma ferramenta bioquímica no estudo do papel fisiológico do óxido nítrico.